# Troubles dys
 (avril 2022).
Les troubles dys sont des troubles spécifiques durables, qui concernent les dysfonctionnements, plus ou moins sévères, des fonctions cognitives du cerveau relatives au langage, à l'écriture, au calcul, aux gestes et à l'attention. Les personnes qui en souffrent n'ont pas de déficience intellectuelle globale, et n'ont pas obligatoirement tout les dysfonctionnements. Ces troubles apparaissent au cours du développement de l'enfant et persistent à l'âge adulte. Environ 40 % des enfants concernés par un trouble des apprentissages en présentent plusieurs. Bien qu'ils concernent directement les apprentissages et ont donc un impact sur la vie scolaire, ces troubles ont également une incidence sur la vie sociale et professionnelle de la personne concernée.

## Étymologie
Le préfixe dys-, vient du préfixe grec δὺς, qui exprime une difficulté, qu'une chose est difficile ou mauvaise. Son utilisation en médecine est fréquente pour exprimer des pathologies caractérisées par la difficulté (mais pas l'impossibilité) d'effectuer une action.

## Description des troubles
Les troubles « dys » ne font pas l'objet d'une définition unique au sein des différentes classifications médicales. En France l'ensemble des troubles « dys » relèvent essentiellement des troubles du développement bien qu'ils n'aient pas toujours la même dénomination. Chaque trouble « dys » fait l'objet d'une définition propre, à défaut de définition englobante commune.
Ces troubles sont répertoriés dans le Manuel diagnostique et statistique des troubles mentaux (DSM-5), sous les appellations diverses suivantes :
- trouble du langage (appelé communément « dysphasies ») ;
- trouble spécifique des apprentissages :
  - avec déficit en lecture (appelé communément « dyslexies »),
  - avec déficit de l’expression écrite (appelé communément « dysorthographies »),
  - avec déficit du calcul (appelé communément « dyscalculies ») ;
- trouble développemental de la coordination (appelé communément « dyspraxies », incluant certaines formes de « dysgraphies ») ;
- déficit de l’attention avec ou sans hyperactivité (appelé communément « TDA/H »).

Le DSM-5 définit ainsi les troubles spécifiques des apprentissages :
- Ils sont diagnostiqués par des outils d’évaluation standardisés révélant des scores déficitaires en référence aux normes attendues pour l'âge.
- Ils sont spécifiques, ne pouvant pas être entièrement expliqués par une autre pathologie sensorielle (surdité, vision), neurologique (lésions cérébrales innées ou acquises), intellectuelle ou psychiatrique (troubles du développement de la personnalité, de la sphère émotionnelle et/ou comportementale), ni par un manque d’apport socioculturel.
- Ils sont durables, persistants depuis au moins six mois en dépit d’une prise en charge individualisée et d’une adaptation pédagogique ciblée ; ils persisteront tout au long de la vie. Ils sont présents dès les premières étapes du développement, mais ils peuvent se manifester plus tardivement, lorsque l'enfant n'arrive plus à mettre en place des stratégies de compensation de son ou ses troubles.
- Ils interférent de façon significative avec la réussite scolaire, le fonctionnement professionnel ou les activités de la vie courante.

## Liste des troubles «dys»
Il s'agit des troubles suivants :
- Dyscalculie : trouble dans les apprentissages numériques.
- Dysgraphie : difficulté à accomplir les gestes de l'écriture et du dessin.
- Dyslexie : trouble de la lecture.
- Dysorthographie : également appelé trouble de l'acquisition de l'expression écrite.
- Dysphasie : trouble lié au développement du langage oral.
- Dyspraxie : trouble de la capacité à exécuter des mouvements déterminés.

Bien que le TDA/H est souvent associé, ce dernier n'est pas un trouble Dys.
Par manque de connaissance de la part de certains, il arrive que d'autres handicaps commençant par "Dys" sont associés à ces troubles alors qu'il n'en est rien. Jusqu'à preuve du contraire, les troubles Dys ne représentent que les six mentionnés ci-dessus.
Il est important de noter que chaque troubles n'affecte pas seulement ce qui est indiqué. C'est le cas de la dyscalculie, ce trouble pourrait, par exemple, affecter le lecture de l'heure chez certaines personnes.

## Diagnostic
Ces troubles peuvent handicaper au quotidien les personnes qui en sont atteintes. Les principaux signes d'appel des troubles dys- étant liés à la performance scolaire et des difficultés d'apprentissage, ces troubles sont évoqués le plus souvent lors de l'entrée en maternelle (notamment pour le langage oral ou le geste) ou en primaire (notamment pour le langage écrit) de l'enfant concerné. Le parent peut alors solliciter l'équipe pédagogique ou l'infirmière/médecin scolaire pour le recueil d'information sur les difficultés perçues (comportementales, affectives, relationnelles, etc.).
En France, le psychologue scolaire ou le Réseau d'aides spécialisées aux élèves en difficulté (RASED) peut également alerter sur la situation. Face à des difficultés durables, il convient de consulter les médecins du centre PMI (protection maternelle et infantile) et/ou les médecins scolaires, le pédiatre ou éventuellement un généraliste. Il est également possible de consulter un professionnel comme un pédiatre ou un pédopsychiatre.
À partir de l'analyse de la situation de l'enfant, une orientation spécialisée peut être décidée, par exemple vers un centre référent, un service d'éducation spéciale et de soins à domicile (SESSAD), un centre médico-psycho-pédagogique (CMPP) ou un centre médico-psychologique (CMP). Des examens complémentaires pourront être demandés afin de poser le diagnostic, tel qu'un bilan orthophonique, un bilan psychomoteur ou ergothérapeutique, un bilan orthoptique, des tests psychométriques, neuropsychologiques ou une exploration neurosensorielle. Ces examens seront décidés selon les éléments sémiologiques présents à l'interrogatoire et lors de l'examen clinique, mais également en fonction de l'âge de développement de l'enfant, du degré de gêne ou de la sévérité des manifestations constatées.
Une fois le diagnostic posé, le généraliste, le pédiatre ou le pédopsychiatre libéral assure généralement la coordination et l'orientation de la prise en charge thérapeutique et psychopédagogique de l'enfant, en étroite collaboration avec les rééducateurs, les autres professions de santé et l'équipe scolaire. Si besoin, en France, un PPS (Projet Personnalisé de Scolarisation) pourra être mis en place.

## Personnes atteintes
La proportion de personnes atteintes varie considérablement selon les études, les pays et les époques. Suivant la nature des troubles que l'on inclut dans l’étude et le degré de sévérité pris en compte, les chiffres varient de 1 à 10 %. Pour la France on parle de 6 à 8 % de cas parmi la population. On peut considérer que 4 à 5 % des élèves d’une classe d’âge sont dyslexiques, 3 % sont dyspraxiques et 2 % sont dysphasiques, mais aucune étude fiable ne fait référence.
Selon l'INSERM, 40 % des enfants dys- présentent plusieurs troubles de l'apprentissage. Ils ajoutent également que plus de la moitié des personnes atteintes de déficit de l'attention avec (TDAH) ou sans (TDA) hyperactivité présentent des troubles de l'apprentissage associés.
Une enquête réalisée dans l'Union européenne par l'European Association for Special Education montre que 16 à 24 % des élèves en Europe ont des besoins d'apprentissage particuliers parce qu'ils présentent des difficultés d'apprentissage. Parmi eux, 4 à 6 % ne souffrent pas de déficiences mais présentent un trouble dys.
Ces enfants souffrant de difficultés d'apprentissage durant leur parcours scolaire peuvent également devenir des adultes connaissant des difficultés persistantes. L'ampleur des difficultés rencontrées varie d'une personne à une autre et selon son trouble dys. Le niveau de diplôme obtenu reste inférieur à celui de la population générale : en effet, 69 % d'entre eux n'ont aucun diplôme de l'enseignement général.

## Associations de personnes
Les Associations nationales : 
- Fédération Française des Dys ;
- France TND ;
- Anapedys ,
- Dyspraxique Mais Fantastique ;
- Dyslexiques de France ;